# Новокизганово
Новокизганово (баш. Яңы Киҙгән) — деревня в Бураевском районе Республики Башкортостан Российской Федерации. Входит в состав Тазларовского сельсовета.

## География
Расстояние до:
- районного центра (Бураево): 21 км,
- центра сельсовета (Новотазларово): 11 км.

## История
В «Списке населенных мест по сведениям 1870 года», изданном в 1877 году, населённый пункт упомянут как деревня Новая Кизганова 2-го стана Бирского уезда Уфимской губернии. Располагалась при речке Шаде, по левую сторону реки Таныпа, в 60 верстах от уездного города Бирска и в 26 верстах от становой квартиры в селе Тепляки. В деревне, в 264 дворах жили 1484 человека (787 мужчин и 697 женщин, татары, русские), были 2 мечети, 2 водяные мельницы.
Административный центр Новокизгановского сельсовета (упразднён в 2008 году).

## Население
| 2002 | 2009 | 2010 |
| ---- | ---- | ---- |
| 576  | ↘482 | ↗491 |

Согласно переписи 2002 года, преобладающие национальности — татары (52 %), башкиры (46 %).

## Религия
В селе есть мечеть «Ар Рахман».

## Известные уроженцы, жители
- Хамитов, Эдуард Шайхуллович — ректор Башкирского государственного педагогического университета имени М. Акмуллы, депутат Государственной Думы четвёртого созыва.